# 445 aC
El 445 aC va ser un any del calendari romà prejulià.

## Esdeveniments
- Es representa per primera vegada l'Àiax de Sòfocles a Atenes (data probable).[1]
- Es permet el matrimoni entre patricis i plebeus, per la Lex Canuleia, establerta l'any 309 de la fundació de Roma (445 aC) a proposta del tribú de la plebs Gai Canuleu. Atorgava a la plebs el dret de Connubium (casament) amb els patricis, contra el que fins llavors establien les Lleis de les dotze taules.[2]
- Nehemies comença la reconstrucció de Jerusalem.[3]
- A Roma van ser elegits cònsols Marc Genuci Augurí i Gai Curci Filó.[4]